# Tiaquil, Oxchuc
Tiaquil är en ort i Mexiko.   Den ligger i kommunen Oxchuc och delstaten Chiapas, i den sydöstra delen av landet, 800 km öster om huvudstaden Mexico City. Tiaquil ligger 1 347 meter över havet och antalet invånare är 135.
Terrängen runt Tiaquil är huvudsakligen kuperad, men västerut är den bergig. Terrängen runt Tiaquil sluttar norrut. Runt Tiaquil är det ganska glesbefolkat, med 21 invånare per kvadratkilometer. I omgivningarna runt Tiaquil växer i huvudsak städsegrön lövskog.